# Dawn and Dusk Entwined
Dawn and Dusk Entwined, stylisé Dawn & Dusk Entwined, est un groupe musical unipersonnel français. Formé par David Sabre en 1994, ses thèmes et préoccupations sont principalement d'ordre historico-culturels, aussi divers que les différents aspects d'un paganisme européen.

## Histoire
À l’origine, le style musical est assez marqué par des groupes comme In the Nursery, Sixth Comm ou Les Joyaux de la princesse. Une première cassette démo contenant huit titres, Myth, Faith, Belief, sort en 1995 avant la signature pour deux albums chez le label britannique World Serpent Distribution, qui distribuait à l'époque encore Death in June ou The Moon Lay Hidden Beneath a Cloud.
Le premier CD, intitulé A Leftover of Gaia et paru en 1999, regroupe principalement les titres écrits entre 1995 et 1998, suivi un an plus tard par Forever War, qui fustige les conséquences pour l'Europe des guerres au XXe siècle. À la suite de la faillite de World Serpent en 2001, Dawn and Dusk Entwined décide de rejoindre Athanor, le label poitevin, avec lequel il avait déjà travaillé pour une participation à la compilation culte Lucifer Rising en 1999, qui était aussi le premier disque où il apparaissait.
Remergence sort en 2003 et marque un nouveau départ par sa maturité et une identité qui s’affirme, rencontrant à partir de cette date une reconnaissance croissante. Les influences du début s’estompent pour laisser place à un style plus personnel, en empruntant des éléments au dark ambient, au martial industrial, au néoclassique entre autres genres, sans qu’on puisse pour autant réellement classer Dawn and Dusk Entwined dans aucune catégorie. Un mini-album vinyle 10" sort en septembre de l'année suivante, avec des titres inédits ou issus de compilations, et constitue le complément à Remergence, avec un artwork proche qui renforce une image et une cohérence d'ensemble.
En 2004 paraît également une première collaboration avec le label allemand Eternal Soul, spécialisé à l'époque en disques vinyles, sous forme d'un 7" deux titres, Scherzo, plus sombre aussi bien musicalement avec l'omniprésence du piano, qu'esthétiquement par un visuel largement inspiré du film Metropolis de Fritz Lang. La suite de ces morceaux constitue le vinyle 10" The Hikimori Songs en mai 2005 dans le même esprit d'un minimalisme sombre.
Le label Aube et crépuscule est lancé en avril 2007 sous la bannière duquel Dawn and Dusk Entwined se propose de sortir des projets de courte durée sous différents supports, avec un artwork original. Vanitas vanitatum inaugure ce principe avec un mini-CD limité à 99 copies dans un coffret au format A5 soigné. 2007 voit aussi le début d’une collaboration avec le label suédois Cold Meat Industry pour l’album Septentrion, qui sort en novembre. Des contacts avaient été pris l'année précédente concernant un projet commun avec le groupe rituel-folk allemand Golgatha et concluant à un accord pour une sortie en CD. Cet album intitulé Sang Graal sort en juin 2008.
En 2009, il lui est proposé de participer au projet Cathédrales de brume, initié par les auteurs de roman Gil et Oksana, sous la forme d'un pendant musical à l’œuvre de science-fiction. L'album, véritable bande-originale, sort en fin d'année avec pas moins de 27 titres[réf. nécessaire].
Divers projets sont en cours, à commencer par le nouvel album À l'aube des jours anciens, mais c'est sous la forme d'un projet triptyque, Fin de siècle, que D&DE réapparaît fin 2010. À travers le spectre de trois capitales, Paris, Londres et Vienne, trois EP transposeront en musique un panorama de cette ambiance fin XIXe siècle, dans un packaging A5 luxueux limité à 150 copies numérotées. La première partie Paris, sort donc en décembre[réf. nécessaire].
En pleine pandémie de Covid-19, le projet sort son nouvel album Crossed Paths en 2020.

## Discographie
| Année | Titre                         | Label                      | Format et informations           |
| ----- | ----------------------------- | -------------------------- | -------------------------------- |
| 1999  | A Leftover of Gaia            | World Serpent Distribution | Sorti en juin 1999               |
| 2000  | Forever War                   | World Serpent Distribution | Sorti en juillet 2000            |
| 2003  | Remergence                    | Athanor                    | Sorti en avril 2003              |
| 2004  | Scherzo                       | Eternal Soul               | 7" - Sorti en mars 2004          |
| 2004  | A Harvest of Winds            | Athanor                    | EP 10" - Sorti en septembre 2004 |
| 2005  | The Hikimori Songs            | Eternal Soul               | 10" - Sorti en mai 2005          |
| 2007  | Vanitas vanitatum             | Aube et crépuscule         | Sorti en mai 2007                |
| 2007  | Septentrion                   | Cold Meat Industry         | Sorti en novembre 2007           |
| 2008  | Sang Graal (avec :Golgatha:)  | Cold Meat Industry         | Sorti en juin 2008               |
| 2009  | Cathédrales de brume          | Aube et crépuscule         | Sorti en septembre 2009          |
| 2010  | Vanitas vanitatum (réédition) | Twilight Records           | Sorti en octobre 2010            |
| 2010  | Fin de siècle - Paris         | Aube et crépuscule         | Sorti en décembre 2010           |
| 2011  | Fin de siècle - London        | Aube et crépuscule         | Sorti en mai 2011                |
| 2011  | À l'aube des jours anciens    | Aube et crépuscule         | Sorti en octobre 2011            |
| 2012  | Fin de siècle - Wien          | Aube et crépuscule         | Sorti en juin 2012               |
| 2020  | Crossed Paths                 |                            |                                  |